# Francesca da Rimini (pièce de théâtre)
Pour les articles homonymes, voir Francesca da Rimini.
Francesca da Rimini est une tragédie en cinq actes et en vers de l'écrivain italien Gabriele D'Annunzio, composée et représentée pour la première fois en 1901.
Elle s'inspire de l'épisode de Francesca et Paolo dans le chant V de l'Enfer de Dante Alighieri.
Lors de la première, le 9 décembre 1901 au théâtre de l'Opéra ou teatro Costanzi de Rome, c'est Eleonora Duse, muse de D'Annunzio, qui interprète le rôle-titre. Gustavo Salvini joue le rôle de Paolo Malatesta.